# توشیرو سوگا
توشیرو سوگا (انگلیسی: Toshiro Suga؛ زادهٔ ۲۲ اوت ۱۹۵۰) رزمی کار، بازیگر، نقاش، و آموزگار اهل فرانسه است.
از فیلم‌ها یا برنامه‌های تلویزیونی که وی در آن نقش داشته‌است می‌توان به مونریکر اشاره کرد.